# Cryptopone
Cryptopone é um gênero de insetos, pertencente a família Formicidae.

## Espécies
- Cryptopone arabica Collingwood & Agosti, 1996
- Cryptopone butteli Forel, 1913
- Cryptopone crassicornis (Emery, 1897)
- Cryptopone emeryi Donisthorpe, 1943
- Cryptopone fusciceps Emery, 1900
- Cryptopone gigas Wu & Wang, 1995
- Cryptopone gilva (Roger, 1863)
- Cryptopone guianensis (Weber, 1939)
- Cryptopone hartwigi Arnold, 1948
- Cryptopone holmgreni (Wheeler, 1925)
- Cryptopone jinxiuensis Zhou, 2001
- Cryptopone mirabilis MacKay & MacKay, 2010
- Cryptopone motschulskyi Donisthorpe, 1943
- Cryptopone nicobarensis Forel, 1905
- Cryptopone ochracea (Mayr, 1855)
- Cryptopone pseudogigas Zhou & Zheng, 1997
- Cryptopone recticlypea Xu, 1998
- Cryptopone rotundiceps (Emery, 1914)
- Cryptopone sauteri (Wheeler, 1906)
- Cryptopone sinensis Wang, 1992
- Cryptopone subterranea Bharti & Wachkoo, 2013
- Cryptopone taivanae (Forel, 1913)
- Cryptopone tengu Terayama, 1999
- Cryptopone testacea Emery, 1893
- Cryptopone typhlos (Karavaiev, 1935)